# Cephalopholis leopardus
Cephalopholis leopardus is een  straalvinnige vissensoort uit de familie van zaag- of zeebaarzen (Serranidae).
De wetenschappelijke naam van de soort werd voor het eerst geldig gepubliceerd in 1801 door Bernard Germain de Lacépède.
De soort staat op de Rode Lijst van de IUCN als niet bedreigd, beoordelingsjaar 2008.